# Еребру
Еребру́ (швед. Örebro [œrəˈbruː]) — місто, столиця лену Еребру, провінція Нерке, Швеція. Розташоване на озері Єльмарен. Населення — 137 121 особа (2011), населення лену — 281 572 (2011). Засноване в 1200 році, статус міста отримало в 1404 році.

## Цікаві об'єкти
- Замок Еребру, споруджений 1240 року Біргером Ярлем.
- Романо-готична церква Санкт-Миколайчюрка (II половина XIII століття)
- Краєзнавчий музей.[1]
- Водонапірна вежа Svampen

## Відомі мешканці
- Карл Манне Георг Сігбан — нобелівський лауреат
- Ніна Перссон — вокалістка гурту The Cardigans
- Ялмар Бергман (1883—1931) — шведський письменник та сценарист
- Ейс Вайлдер (нар. 1982) — шведська співачка.

## Міста-побратими і партнерські регіони
- Драммен (Норвегія)
- Іда-Вірумаа (Естонія)
- Колдінг (Данія)
- Лаппеенранта (Фінляндія)
- Лодзь (Польща)
- Нижній Новгород (Росія)
- Ноград (Угорщина)
- По (Франція)
- Стіккісхоульмюр (Ісландія)
- Тарраса (Іспанія)
- Яньтай (Китай)